# UEFA Champions League Season 1998/99
Ne doit pas être confondu avec Ligue des champions de l'UEFA 1998-1999.
UEFA Champions League Season 1998/99 est un jeu vidéo de football développé par Silicon Dreams Studio et édité par Eidos Interactive, sorti en 1999 sur Windows et PlayStation.

## Accueil
- GameStar : 68 %[1]
- PC Player : 68 %[2]